# 시간은 오래 지속된다
"시간은 오래 지속된다"(Time Lasts)는 한국에서 제작된 김응수 감독의 1996년 영화이다. 김중기 등이 주연으로 출연하였다.

## 출연

### 주연
- 김중기
- 김선재
- 황성준

### 조연
- 박기웅
- 강완구
- 최경주
- 강은정

## 기타
- 제작진행: 루쉬트 루쉬토프
- 조명: 파흐리진 살리호프
- 스틸: 박기웅
- 조감독: 따찌아나 압둘리에바
- 녹음: 루스탐 아하도프
- 미술: 니그마뜨 쥬라예프
- 분장: 에까떼리나 미트로파니바
- 의상: 니그마뜨 쥬라예프